# Io (Fred Bongusto)
Io (citato anche come Io dopo i giorni degli azzimi) è un album del cantante italiano Fred Bongusto pubblicato nel 1992 da Nar International/Ricordi.

## Tracce
1. La luna – 3:36
2. La signora è "addò va" – 4:04
3. Vorrei – 3:36
4. Capri – 2:45
5. Nun me ne' mporta niente – 3:38
6. Facciamo finta di volerci bene – 3:35
7. Innamorati d'improvviso – 4:35
8. Mariluna – 3:16
9. Unforgettable – 2:39
10. Stella più stella – 3:23